# Abdirahman Mohamed Abdullahi
Abdirahman Mohamed Abdullahi (in arabo عبد الرحمن محمد عبد الله‎? ed in somalo Cabdiraxmaan Maxamed Cabdillaahi Cirro; Hargheisa, 24 aprile 1955) è un diplomatico e politico somalo con cittadinanza finlandese, dal 2024 eletto presidente del Somaliland.